# Saint-Vallier (Saona i Loira)
Saint-Vallier és un municipi francès situat al departament de Saona i Loira i a la regió de Borgonya - Franc Comtat. L'any 2009 tenia 9.112 habitants.

## Història
| Data d'elecció   | Identitat               | Partit | Qualitat                                                          |
| ---------------- | ----------------------- | ------ | ----------------------------------------------------------------- |
| 1790 - 1816      | Claude Beaubernard      |        |                                                                   |
| 1816 - 1820      | Lazare Renaud           |        |                                                                   |
| 1820 - 1821      | Jean Dauphin            |        |                                                                   |
| 1821 - 1848      | Claude Langeron         |        |                                                                   |
| 1848 - 1852      | Philibert Langeron      |        |                                                                   |
| 1852 - 1860      | Philibert Trahand       |        |                                                                   |
| 1860 - 1868      | Jean-François Bouillin  |        |                                                                   |
| 1868 - 1871      | Claude Billebaud        |        |                                                                   |
| 1871 - 1878      | Jules Chagot            |        |                                                                   |
| 1878 - 1888      | Jean Baptiste Philippon |        |                                                                   |
| 1888 - 1901      | François L de Gournay   |        |                                                                   |
| 1901 - 1908      | François Gillardot      |        |                                                                   |
| 1908 - 1912      | Benoît Vachez           |        |                                                                   |
| 1912 - 1924      | Claude Cothenet         |        |                                                                   |
| 1924 - 1935      | Lazare Lhenry           |        |                                                                   |
| 1935 - 1942      | Marius Mourlevat        |        |                                                                   |
| 1942 - 1944      | Philippe Lesbille       |        |                                                                   |
| 1944 - 1945      | Joanny Chofflet         |        |                                                                   |
| 1945 - 1947      | Pierre Sandon           |        |                                                                   |
| 1947 - març 1971 | Jean-Marie Chalot       |        |                                                                   |
| març 1971 - 2000 | Marcel Bouteloup        | PCF    |                                                                   |
| 2000 - en curs   | Alain Philibert         | PCF    | Conseller general del Cantó de Montceau-les-Mines-Sud des de 2001 |

## Demografia
| A partir de 1990: Població sense dobles comptes |

## Agermanaments
- Rybnik
- Wallerfangen
- Umbertide